# Сокмены
Сокмены (англ. sokeman; др.-англ. sochemanni) — одна из категорий свободного крестьянства в средневековой Англии. Особенностью сокменов было сочетание личной свободы и свободы распоряжения имуществом с определёнными повинностями в пользу местного феодала и судебной юрисдикцией последнего над землями сокменов. Распространение этой категории ограничивалось, в основном, территорией области датского права.

## Социальный статус
Сокмены обладали личной свободой, владели земельным наделом на праве собственности, могли практически без ограничения распоряжаться своим имуществом, включая отчуждение земельного участка. Сокмены могли также покидать место своего проживания или переходить на службу к другому сеньору. Они не были включены в систему манориального хозяйства, сложившуюся после нормандского завоевания. Тем не менее юридически сокмены считались подчинёнными своему сеньору. Обязанности сокмена по отношению к сюзерену были относительно незначительными и необременительными: они помогали в сельскохозяйственных работах на домениальных землях в периоды сева и жатвы, участвовали в работе баронского суда и выплачивали сеньору небольшой денежный оброк. Государственные налоги в казну короля сокмены уплачивали самостоятельно, что являлось признанием их свободного статуса.
Само название «сокмен», означавшее человека, который может подавать иск («соку») о защите своего права, указывало на то, что определяющим признаком сокменов, по крайней мере на ранних этапах существования этой категории крестьян, являлась их судебная дееспособность. Личная и экономическая свобода сокмена придавала его свидетельствам и суждениям в суде особый вес, которого не имели показания зависимых крестьян — вилланов. В отличие от них, сокмены имели право и обязанность участвовать в судебных заседаниях в качестве присяжных, выносивших приговоры. Они имели собственные печати, которыми скрепляли сделки с землёй и свидетельствовали подлинность хартий.
В то же время юрисдикцию над сокменом имел местный феодал: не находясь в поземельной зависимости от сеньора, сокмен являлся зависимым от него по суду. Этим данная категория отличалась от прочих свободных крестьян Англии, которые в правовом плане подчинялись королевским судам графств. Формирование частной юрисдикции феодала над крестьянами его поместья и сопредельной округи началось ещё в англосаксонский период, однако достигло наибольшего развития после нормандского завоевания. Постепенно юрисдикционная подчинённость сокмена сеньору стала трансформироваться в определённую степень поземельной зависимости, что сближано сокменов XIII—XIV веков с зависимыми вилланами. Это сопровождалось ограничением права свободы отчуждения земельных владений сокменов: при любых сделках с наделом он не мог выпадать из сферы судебной юрисдикции феодала.

## Экономическая основа
Несмотря на социальную независимость, экономическая база категории сокменов не была особенно значительной. В XIII веке средний размер земельного надела сокмена в Линкольншире не превышал 40 акров пахотной земли. В Восточной Англии величина земельных владений сокменов была ещё меньше: по данным описей аббатства Бери-Сент-Эдмендс надел сокмена в этом регионе никогда не превышал 20 акров, а иногда составлял не более 1 акра. Это свидетельствует о том, что экономическая основа хозяйства сокменов не являлась причиной их привилегированного положения.

## География распространения
Сокмены являлись основным населением областей датского права. Господство в Данелаге сокменов — лично свободных крестьян — в XII—XIII веках резко отличало эту территорию от остальных областей Англии, где доминировали зависимые категории населения (вилланы и коттарии). 
Хотя распространение сокменов, в основном, ограничивалось Данелагом, небольшие их группы проживали, например, в Кенте и Суррее. Однако после нормандского завоевания эти группы, а также сокмены из южных областей Данелага, потеряли личную свободу, оказавшись включёнными в систему манориального хозяйства нормандских феодалов. Разорение Йоркшира и Дербишира во время кампании по «Опустошению Севера» 1069 г. также привело к падению численности сокменов в этих регионах. Тем не менее в Линкольншире, Лестершире, Ноттингемшире, северном Нортгемптоншире и в Восточной Англии сокмены сохранили личную свободу и продолжали на протяжении всего средневековья доминировать в социальном составе населения этих графств. Согласно «Книге страшного суда» 1086 г. в Нортгемптоншире проживало более 1000 сокменов, в Ноттингемшире — более 1500, в Лестершире — около 2000, а в Линкольншире — более 11000. Средняя доля сокменов в общей численности населения составляла более 50% в Линкольншире и более 30% в Лестершире и Ноттингемшире.
Для Восточной Англии было характерно одновременное сосуществование двух категорий свободного крестьянства — сокменов и собственно свободных (лат. liberi homines), причём если в Норфолке их соотношение было примерно равно 1:1, то в Суффолке численность liberi homines в восемь раз превосходила количество сокменов в этом графстве. Социальные отличия этих двух групп населения до настоящего времени остаются неясными. Существует предположение, что liberi homines вели своё происхождение от более знатных групп свободного населения, что позволило им сохранить более высокий социальный статус, чем сокмены, хотя в экономическом отношении они не отличались друг от друга. Сокмены и свободные крестьяне составляли в Восточной Англии более 40% населения по данным «Книги страшного суда».

## Происхождение
Тот факт, что распространение сокменов почти исключительно ограничено территорией Данелага, позволил некоторым учёным сделать вывод о том, что истоки возникновения сокменов как особой категории крестьян лежат в датских завоеваниях X века, когда значительная масса свободных скандинавских колонистов расселилась на территории восточных областей Англии. В результате здесь сформировался особый способ ведения хозяйства и особая социальная система, в которой доминировало лично свободное крестьянство. По мнению других исследователей, данные Книги страшного суда о том, что сокмены существовали исключительно в восточных графствах, — не более, чем ошибка составителей: королевские посланцы, переписывавшие население западных областей, просто включили местных сокменов в категорию вилланов. Существует также точка зрения, согласно которой сокмены являлись представителями среднего класса англосаксонского общества, которых датское завоевание освободило от личной зависимости. Эта теория опирается на тот факт, что в некоторых графствах Данелага, которые подверглись плотной скандинавской колонизации в X—начале XI века (Йоркшир, Дербишир, Суффолк) сокмены были относительно редки, а также на отсутствие у скандинавов института, напоминающего соку.
По мере унификации социально-правового статуса различных категорий крестьян сокмены раскалывались на две группы: наиболее экономически незащищённые сливались с феодально-зависимыми вилланами, а основная масса, сохранившаяся в восточных графствах до XV—XVI веков, вошла в состав сословия свободных землевладельцев фригольдеров.